# The Right Honourable
The Right Honourable (förkortning: The Rt Hon., The Rt Hon eller The Rt. Hon.) (ungefär "Den Rättmätigt Hedervärde") är en engelskspråkig hederstitel traditionellt tillämpad på enskilda personer i Storbritannien samt i samväldesriken som Kanada, Australien och Nya Zeeland.
Ledamöter i det brittiska kronrådet kallas The Right Honourable till exempel: The Right Honourable Keir Starmer MP, Förenade Kungarikets premiärminister.

## Katalansk motsvarighet
En motsvarighet på katalanska – Molt Honorable (Senyor) – används bland annat för Kataloniens regionpresidenter (nuvarande eller förutvarande).

## Källhänvisningar
1. ↑  "Molt Honorable Senyor Artur Mas i Gavarró, president de la Generalitat de Catalunya". Gencat.cat. Läst 17 november 2014.